# آلاریک یکم
آلاریک یکم (Alaric I) (زادهٔ ۳۷۰ - درگذشتهٔ ۴۱۰) پادشاه ویزیگوت‌ها از ۳۹۵ تا ۴۱۰ بود. او نخستین فاتح ژرمنی رم محسوب می‌شود و حملهٔ او به این شهر در ۴۱۰ سرآغازی بود بر شروع زوال امپراتوری روم غربی.

## زندگی‌نامه
آلاریک یکم در حدود ۳۷۰ در جزیره پئوچه در دلتای دانوب در رومانی امروزی زاده شد. پس از آنکه در ۳۹۵ به پادشاهی ویزیگوت‌ها رسید به یونان حمله کرد اما سرانجام پس از رویارویی با فلاویوس استیلیکو، فرماندهٔ قدرتمند سپاهیان روم غربی مجبور به عقب‌نشینی شد. او سپس در ۴۰۱ به ایتالیا یورش برد تا اینکه بار دیگر در ۴۰۲ از نیروهای استیلیکو در پولنتیا شکست خورد.
آلاریک طی توافقی با هونوریوس، امپراتور روم غربی پذیرفت تا به عنوان متحد او علیه آرکادیوس، امپراتور روم شرقی وارد جنگ شود. اما وقتی هونوریوس در پرداخت مبلغ توافق‌شده بین آن دو تعلل کرد، آلاریک به تلافی رم را به محاصرهٔ خود درآورد و پس از فتح آن در ۴۱۰ به غارت کامل شهر پرداخت.
آلاریک سپس در همان سال به منظور فتح آفریقا به سوی سیسیل لشکر کشید اما در کورنتزا درگذشت.

## آرامگاه
گوت‌های غربی (ویزیگوت‌ها) که قومی وحشی به‌شمار می‌آمدند به شهر رم حمله کردند. رئیس تندخوی آنها آلاریک قصد آن را نداشت که شهر را تصرف کند و می‌خواست که امپراتور روم مردان او را به سربازی اجیر کند و به آنان زمین بدهد. امپراتور قول‌هایی داد اما به آنها وفا نکرد. سرانجام گوت‌های غربی شهر رم را گرفتند. کمی بعد آلاریک مرد.
سرکردگان قوم آلاریک اسیران رومی را واداشتند تا مسیر یک رودخانه کوچک کوهستانی را عوض کنند. سپس در بستر قدیم رودخانه گوری برای آلاریک و گنجینه‌اش کندند. سپس از آن را با سنگ پوشاندند و رودخانه را به بستر قدیمش بازگرداندند. سرکردگان با اینکار خود می‌خواستند که هیچ‌کس نداند آلاریک در کجا به خاک سپرده شده‌است. پس از انجام گرفتن کار، اسیران را کشتند. رودخانه سده‌هاست که راز خود را نگه داشته‌است.